# Synagoge Dornum

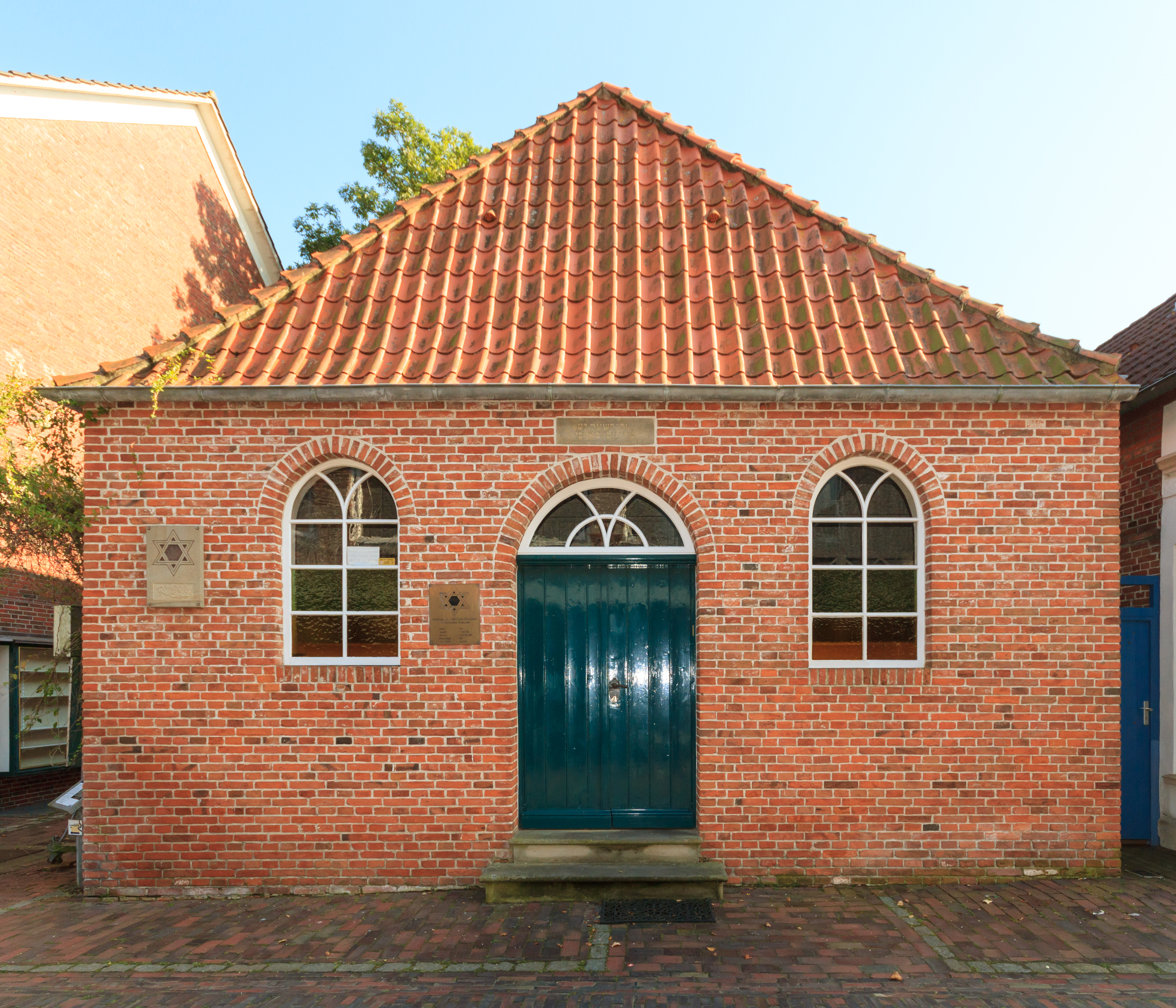
Ehemalige Synagoge Dornum

Die ehemalige Synagoge in Dornum ist die einzige weitgehend im Originalzustand erhaltene Ostfrieslands. Die Jüdische Gemeinde Dornum nutzte sie von 1841 bis zum 7. November 1938. Die letzten jüdischen Bewohner verließen Dornum 1940. Heute dient das Gebäude als Gedenkstätte und jüdisches Museum. Träger ist der Förderverein Synagoge Dornum.

## Baubeschreibung
Die Dornumer Synagoge ist ein eingeschossiger Ziegelbau mit Walmdach. Sie ist etwa 7,75 m breit und 10,5 m lang. Über den Haupteingang an der Kirchstraße gelangt man in einen Flur, über den man nördlich und südlich zwei annähernd quadratische Bereiche für die Frauen erreicht, die durch eine hölzerne Wand mit geschlossener Brüstung und einem darüberliegenden Gitterwerk getrennt sind. Der Synagogenraum selbst liegt im hinteren Teil des Gebäudes. Er ist etwa 6,80 × 7,30 m breit und mit einer Holztonnendecke versehen. Der Boden ist mit Steinzeugfliesen belegt.

## Geschichte

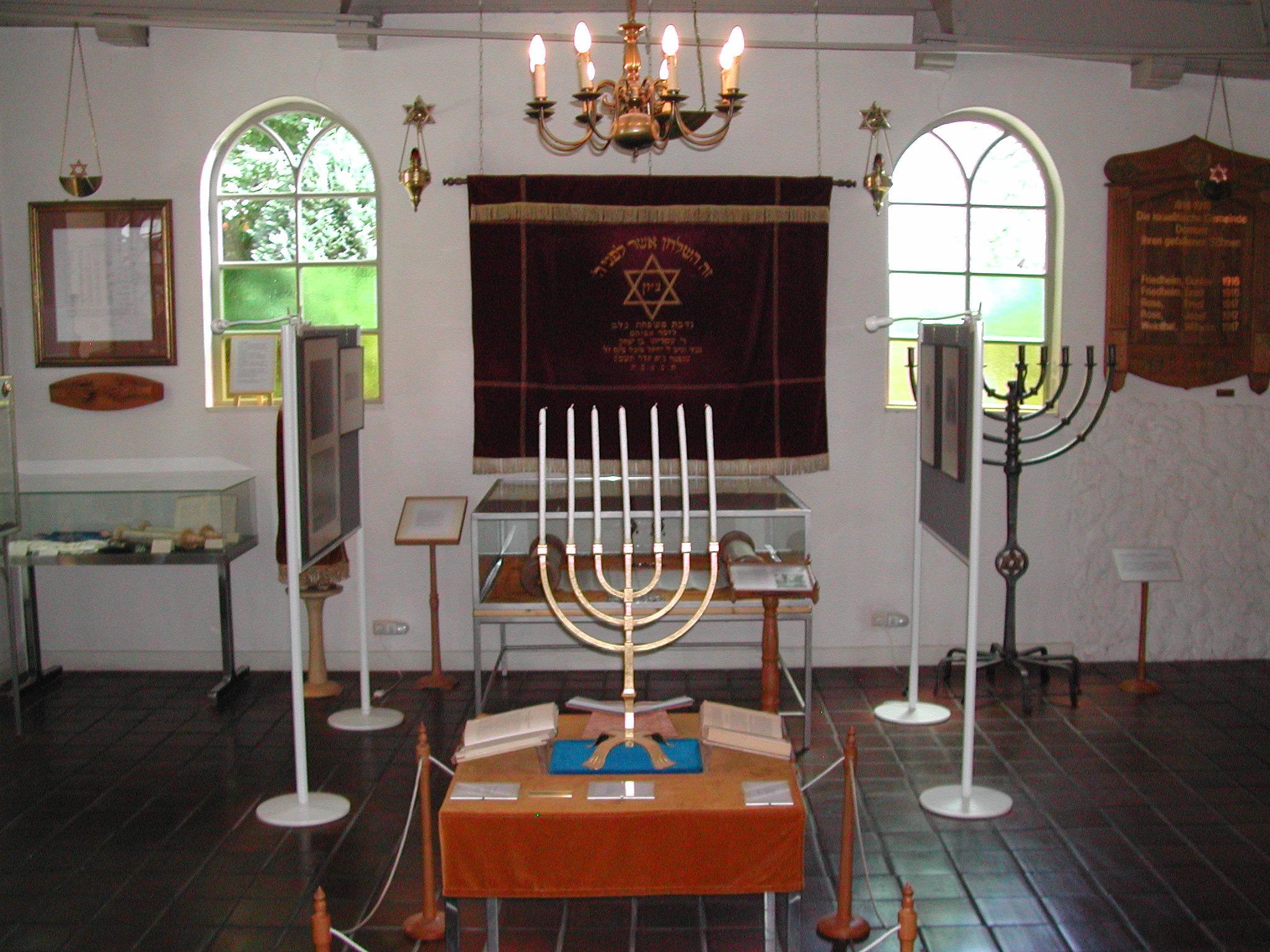
Gedenk- und Informationsstätte Synagoge Dornum

Nachdem die Anzahl der Juden in Folge der Weihnachtsflut 1717 stark anstieg, richtete der Faktor Samuel Aarons einen Betsaal in einem Gebäude an der Hohen Straße (heute Kirchstraße) ein, der erstmals um 1730 erwähnt wird. Vermutlich stand das Haus mit dem Betraum auf dem Grundstück, auf dem später die Synagoge errichtet wurde. Möglicherweise hatte es auch eine Mikwe. Darauf deutet ein Schacht im nördlichen Teil des Frauenbereichs, der 1991 bei Bauarbeiten entdeckt wurde. Er könnte der Überrest eines jüdischen Ritualbads sein. Dieser Schacht war etwa 2,50 m × 3,50 m groß und hatte eine Tiefe von 2,40 m. Die Seitenwände waren innen blau gestrichen. Die Stufen waren jedoch nicht mehr vollständig. Der Schacht wurde nach den Bauarbeiten wieder verfüllt.
Die heute noch erhaltene Synagoge in Dornum ließ die örtliche Gemeinde 1841 erbauen. Das Geld hierfür nahmen die Dornumer Juden bei einem christlichen Geldverleiher auf, wobei Häuser und Wertgegenstände der jüdischen Familien als Sicherheit angegeben wurden. In den folgenden fast 100 Jahren modernisierte die Gemeinde das Gebäude mehrfach. 1912 beschloss die Gemeinde den Verkauf der Synagoge und plante einen Neubau. Dies konnte wegen des Ausbruchs des Ersten Weltkriegs nicht umgesetzt werden. Stattdessen wurde die alte Synagoge abermals modernisiert und erhielt im Jahre 1920 elektrisches Licht. Eine Heizung wurde jedoch nie eingebaut. Dies stellte in den Wintermonaten ein Problem dar, da der Boden nur aus gestampften Lehm bestand. In den Folgejahren verließen viele Juden den Ort aus wirtschaftlichen Gründen. Nach 1922 fanden aufgrund der Versetzung des Vorbeters nur noch an hohen Feiertagen Gottesdienste statt.
Der Machtantritt der Nationalsozialisten verstärkte diesen Trend. Ende 1933 hatte bereits ein Drittel der Juden Dornum verlassen. Im August 1933 wurde die Hohe Straße, an der die Synagoge und viele jüdische Wohnungen lagen, in Adolf-Hitler-Straße umbenannt. Nach 1933 wurde die Dornumer Synagoge kaum noch genutzt, da die erforderliche Zahl von zehn männlichen Gottesdienstbesuchern für einen Minjan nicht mehr erreicht wurde. Wilhelm Rose, der letzte Gemeindevorsteher, verkaufte die Synagoge schließlich am 7. November 1938 für 600 Reichsmark an den örtlichen Tischlermeister August Teßmer, dessen Haus unmittelbar an das Synagogengebäude grenzte. Dieser nutzte das Gebäude fortan als Möbellager. Den Verkaufserlös, der für den jüdischen Hilfsverein bestimmt war, überwies Rose an das Landesrabbinat Emden. Während der Novemberpogrome 1938 drangen örtliche SA-Mitglieder in das Gebäude ein und entwendeten Einrichtungsgegenstände, die sie anschließend auf dem Marktplatz verbrannten.
Nach dem Zweiten Weltkrieg diente das ehemalige jüdische Gotteshaus als Möbellager, Brennstofflager sowie als Geschäftsraum. Der Landkreis Norden genehmigte 1954 den Umbau der Synagoge zu einem Geschäfts- und Ausstellungsraum. Dabei wurde 1957 die straßenseitigen Westfassade abgetragen, etwa einen halben Meter nach Osten versetzt und mit Schaufenstern und zwei Fenstern im Obergeschoss ausgestattet. Das Sandstein-Inschriften-Element mit der hebräischen Inschrift des Psalms 118:20 („Das ist das Tor des Herrn, die Gerechten werden dort einziehen“), ursprünglich über dem Eingang, wurde dabei sichergestellt und eingelagert.
Im Jahre 1990 gründete sich der Förderverein „Synagoge Dornum“, dessen Vereinsziele die Erhaltung und Wiederherstellung der Synagoge in Dornum, die Instandhaltung und Pflege des jüdischen Friedhofs sowie die Erstellung einer ständigen Ausstellung zur jüdischen Geschichte Dornums sind. 1991 wurde die Synagoge mit Mitteln der Denkmalpflege sowie der Gemeinde Dornum restauriert. Dabei wurde auch die alte Westfassade wieder hergestellt und das Sandsteinelement wieder eingefügt. Seither dient die ehemalige Synagoge als Gedenk- und Informationsstätte.

## Ausstellung
Die Dauerausstellung gliedert sich in die Bereiche Geschichte, Kultur und Religion. Zudem finden wechselnde Jahresausstellungen statt.